# Maretarium

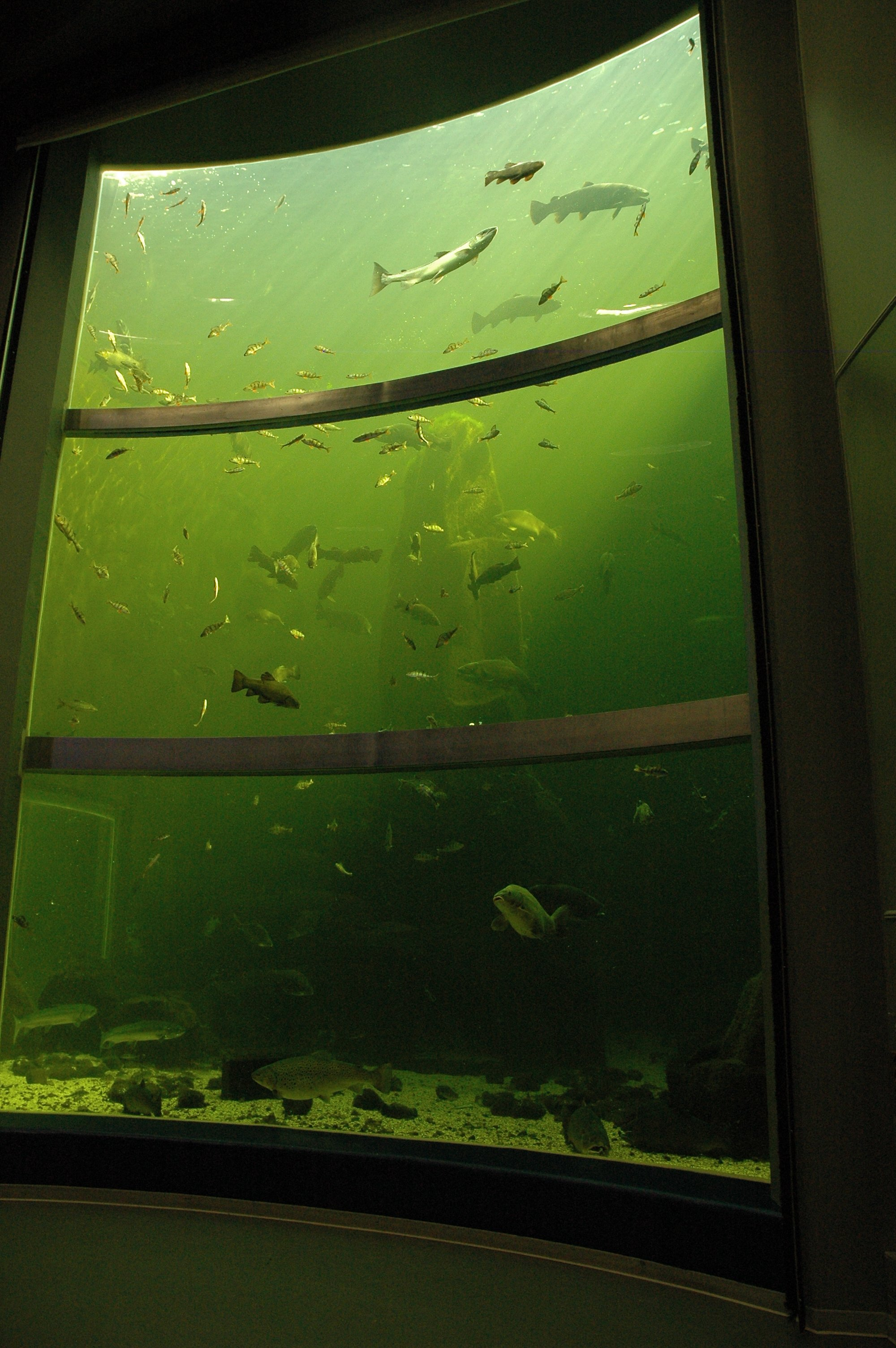
L'aquarium de la mer Baltique.

Le Maretarium est un aquarium public situé à Kotka en Finlande.

## Présentation
Le bâtiment est situé sur la plage de Sapoka dans l’île de Kotkansaari.
Son objectif est pédagogique et il est spécialisé dans l’exposition d'espèces aquatiques finlandaises.
On peut y voir plus de 50 espèces de poissons de Finlande.

## Architecture
Le bâtiment a été conçu par David Newman et Mirja Tommila. 
Le Maretarium comprend 22 aquarium thématique dont le plus grand est l'aquarium de la mer Baltique. 
On y trouve aussi des espaces d'enseignement et de recherche, un théâtre maritime, un café et une boutique de souvenirs.